# Božana Butigan
Božana Butigan (ur. 19 sierpnia 2000 w Mostarze) – chorwacka siatkarka, reprezentantka kraju, grająca na pozycji środkowej. 

## Przebieg kariery
| 2016–2020                 | HAOK Mladost Zagrzeb    |
| 2020–2022 (do 09.01.2022) | Imoco Volley Conegliano |
| 2022–2024 (od 11.01.2022) | Volley Bergamo 1991     |
| 2024–                     | Il Bisonte Firenze      |

## Sukcesy klubowe
Mistrzostwo Chorwacji:
- 2018
- 2017

Puchar Chorwacji:
- 2018

Superpuchar Włoch:
- 2020, 2021

Puchar Włoch:
- 2021, 2022[3]

Mistrzostwo Włoch:
- 2021

Liga Mistrzyń:
- 2021

Klubowe Mistrzostwa Świata:
- 2021

## Sukcesy reprezentacyjne
Igrzyska Śródziemnomorskie:
- 2018

Liga Europejska:
- 2019, 2021